# Djidjiga
« Jijiga » redirige ici. Pour les autres significations, voir Jijiga (homonymie).
Djidjiga ou Jijiga (en amharique : ጅጅጋ ; en somali : Jigjiga) est une ville et un woreda de l'est de l'Éthiopie, à 102 km de Harar et à 117 km de Borama (Somaliland). Djidjiga est la capitale et la principale agglomération de la région Somali. La population de la ville atteint 125 876 habitants au recensement national de 2007.

## Géographie
Djidjiga est la capitale de la région Somali, l'un des États régionaux de l'Éthiopie. Pendant la période estivale, la température y dépasse souvent 45 °C[réf. souhaitée].
Située vers 1 600 m d'altitude environ 620 km à l'est d'Addis-Abeba, Djidjiga est desservie par l'A10 Awash-Harar-Degehabur et reliée par une voie express à Tog Wajaale et Hargeisa au Somaliland.

## Histoire
Djidjiga est mentionnée en 1842 par W. C. Barker comme une étape (mahalla) caravanière entre Zeila et Harar.
En 1887, la ville de Harar, abandonnée par l'Égypte en 1885, passe sous la domination éthiopienne après la bataille de Chelenqo. Un fort est construit à Djidjiga vers 1890 dans le cadre de l'extension conséquente des territoires éthiopiens. Une ville se crée alors autour de la garnison.
La position est ensuite utilisée comme point d'appui pour l'occupation de l'Ogaden par l'Éthiopie. Elle est attaquée par les troupes de Mohammed Abdullah Hassan en 1899 et 1900, sans succès.
Au XXe siècle Djidjiga est la capitale administrative de l'awraja Jigiga de la province du Hararghe.
Elle est la capitale de la région Somali depuis la réorganisation du pays en régions en 1995.
La ville de Djidjiga figure dans le recensement national de 2007 en tant que chef-lieu du woreda homonyme et principale agglomération de la région Somali, elle compte alors 125 876 habitants.
La ville obtient le statut de woreda au plus tard en 2020 avec près de 223 km2 de superficie.

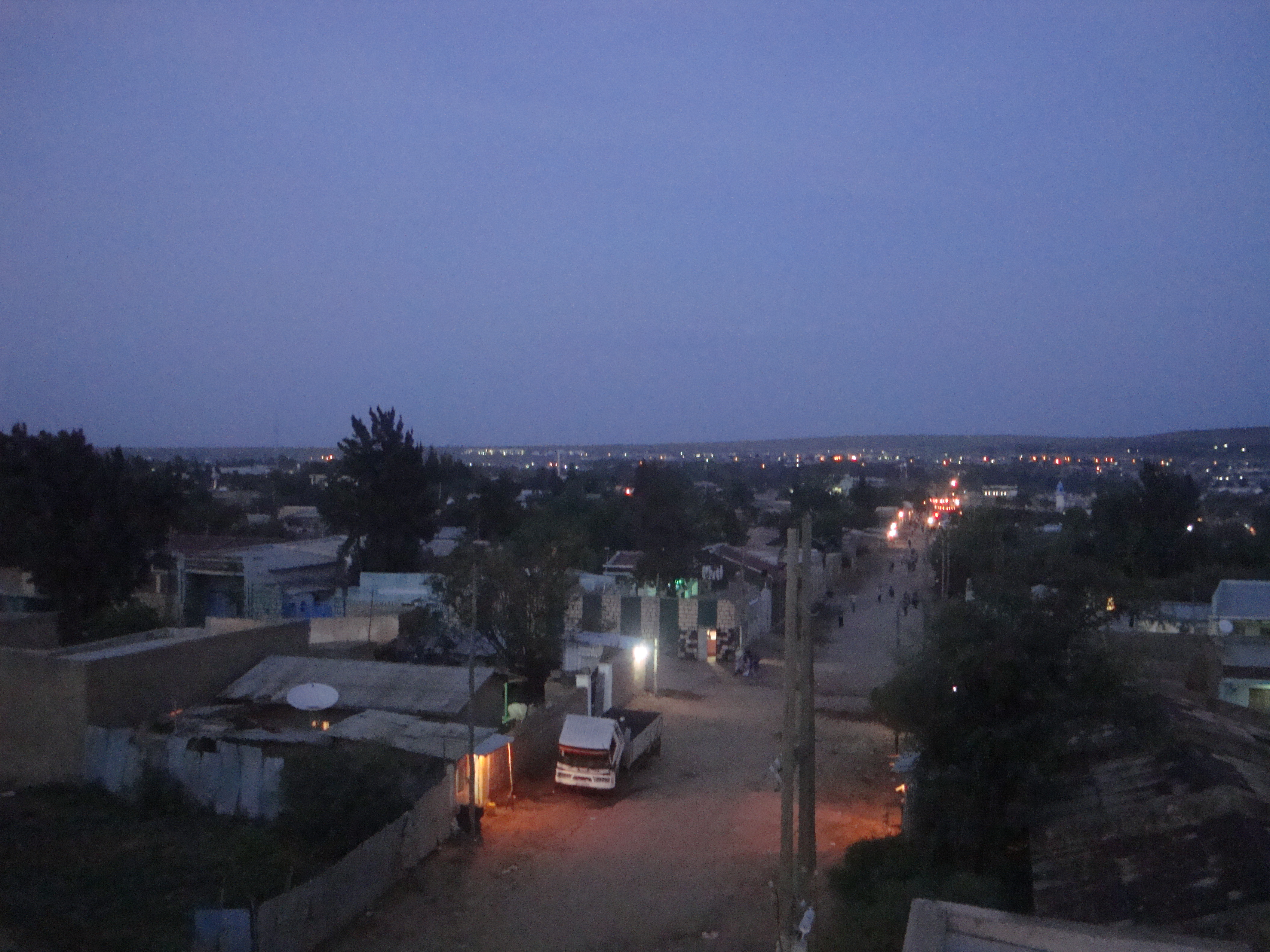
Jijiga
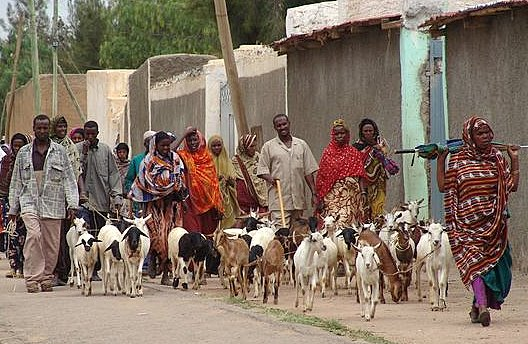
Habitants de Jijiga
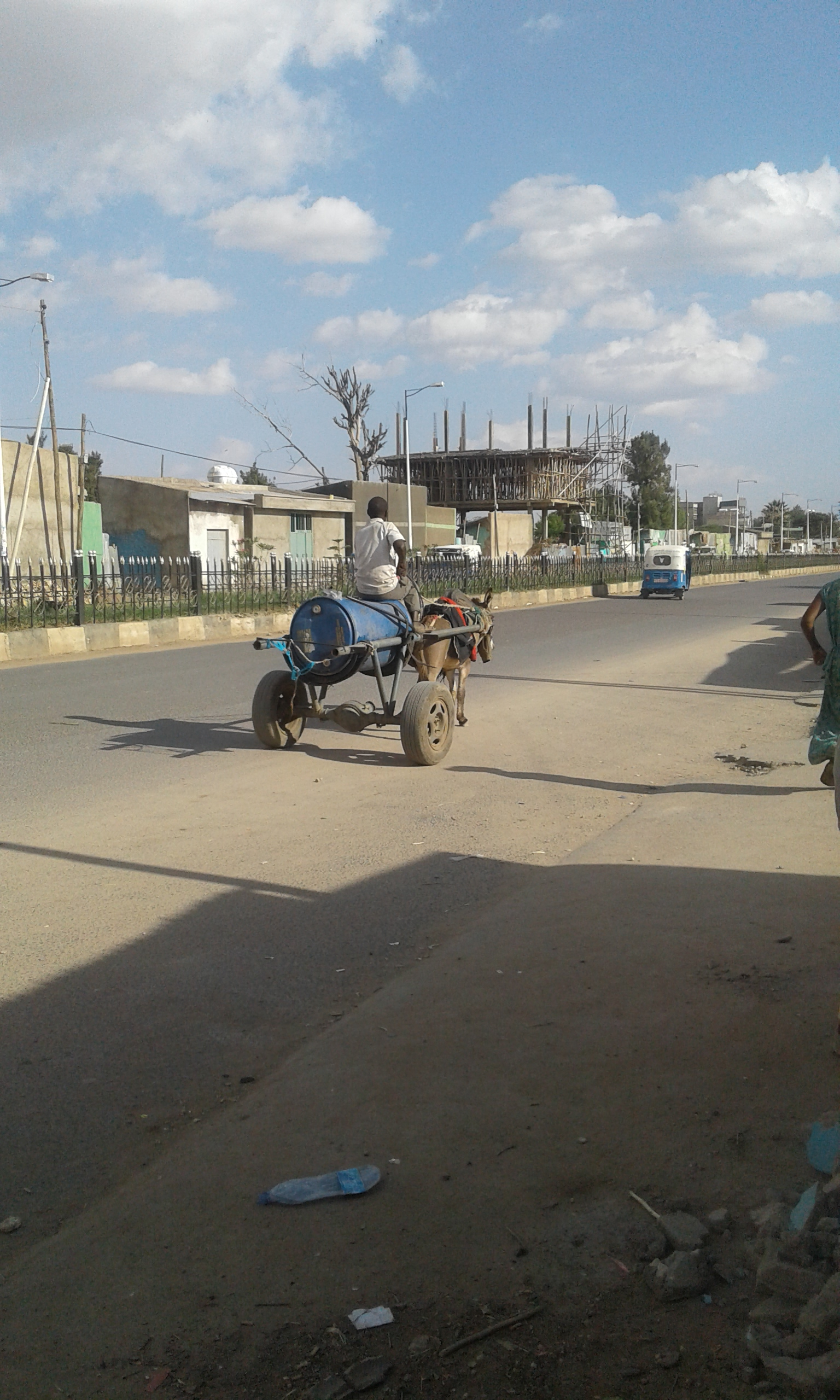
Transport d'eau